# جيمي ريس
جيمي ريس (بالإنجليزية: Jimmy Reece) هو سائق فورمولا 1 ومهندس أمريكي، ولد في 17 نوفمبر 1929 في أوكلاهوما سيتي في الولايات المتحدة، وتوفي في 28 سبتمبر 1958 في ترنتون في الولايات المتحدة.

## روابط خارجية
- جيمي ريس على موقع DriverDB.com (الإنجليزية)